# 劉嶽雲
劉岳雲（？—？），字佛卿，江蘇寶應人，清朝政治人物、進士出身，與族兄劉恭冕同為劉氏端臨學派。

## 生平
光緒十二年（1886年），参加光緒丙戌科殿試，登進士二甲四十九名。同年五月，著主事分部学习。主講成都尊經書院，再官四川司郎中，官至浙江紹興府知府。

## 著作
著述多達50種，200卷。主要著作《尊經書院講義》、《測圓海鏡通釋》、《格物中法》、《算學叢話》、《農曹案匯》、《礦政輯略》等。